# Bassin de Servilius
Le bassin de Servilius (en latin : Lacus Servilius) est une fontaine située sur le Forum Romain dont la construction date du début du IIe siècle av. J.-C.

## Localisation
La fontaine se trouve à l'angle nord ouest de la basilique Julia, à l'endroit où le vicus Iugarius débouche sur l'esplanade du Forum Romain, à proximité du temple de Saturne (voir le plan),.

## Histoire
EIle est construite par Cnaeus Servilius Caepio en 125 av. J.-C.
En 82 av. J.-C., durant la proscription de Sylla, les têtes des sénateurs proscrits sont exposées sur les bords du bassin et tout autour (Ad Servilium lacum),.

« [...] qu’ils voient le forum inondé de sang, le lac Servilius, car tel est le spoliaire de l’ordonnateur des proscriptions, couvert de têtes de sénateurs [...] »

— Sénèque, De providentia, III, 7
La fontaine semble avoir été en partie détruite en 42 av. J.-C. lors de travaux de restauration du temple de Saturne. Elle est ornée d'une tête d'Hydre par Agrippa mais est définitivement démolie lors de l'agrandissement de la basilique Julia par Auguste en 12 ap. J.-C.,

## Description
Le bassin est construit en blocs de tuf de l'Anio.